# 吉野ヶ里遺跡
吉野ヶ里遺跡（よしのがりいせき）は、佐賀県神埼郡吉野ヶ里町と神埼市にまたがる吉野ヶ里丘陵にある遺跡。国の特別史跡に指定されている。
およそ117ヘクタールにわたって残る弥生時代の大規模な環濠集落（環壕集落）跡で知られる。1986年（昭和61年）からの発掘調査によって発見された。現在は国営吉野ヶ里歴史公園として一部を国が管理する公園である。

## 遺構

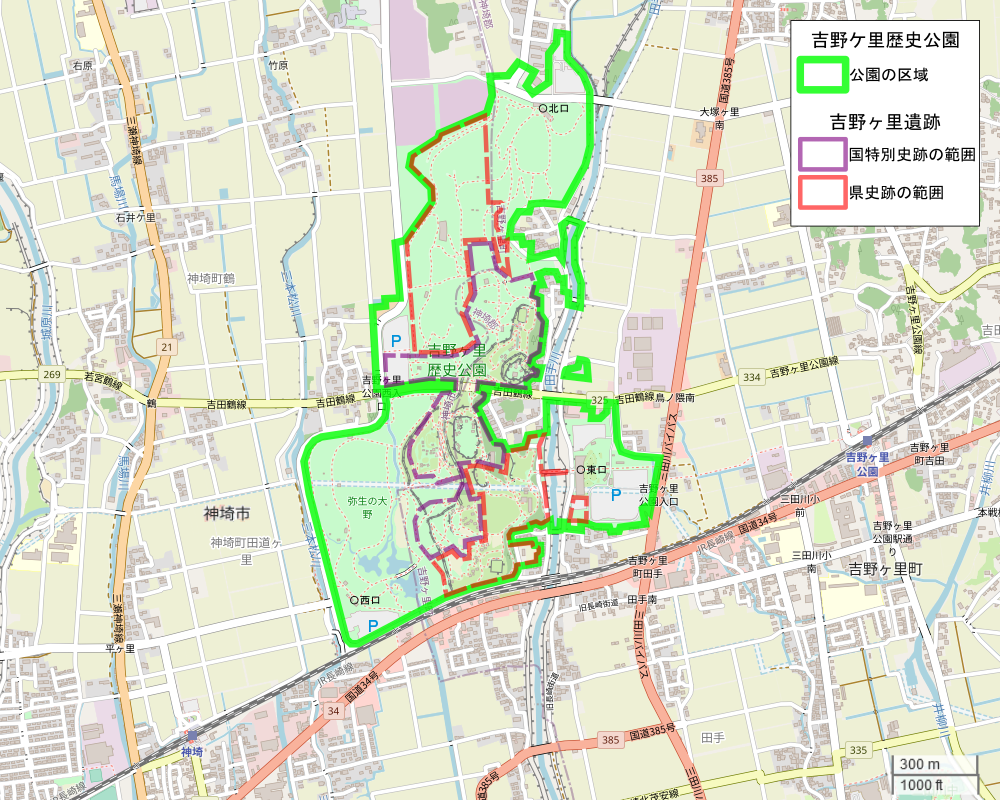
周辺地図および公園整備区域、遺跡の範囲。（オープンストリートマップによる）

佐賀県東部は標高1,000メートル前後の脊振山地を北端に、脊振山地南麓の丘陵地帯、佐賀平野、有明海へと移るにつれて標高が低く、南に開けた地形となっている。吉野ヶ里丘陵はこの脊振山地南麓の丘陵地帯の1つで、吉野ヶ里町（旧三田川町）と神埼市（旧神埼町）に跨る。
吉野ヶ里遺跡の最大の特徴とされるのが集落の防御に関連した遺構である。弥生時代後期には外壕と内壕の二重の環濠ができ、V字型に深く掘られた総延長約2.5キロメートルの外壕が囲んでいる範囲は約40ヘクタールにもなる。壕の内外には木柵、土塁、逆茂木といった敵の侵入を防ぐ柵が施されていた。また、見張りや威嚇のための物見櫓が環濠内に複数置かれていた。大きな外壕の中に内壕が2つあり、その中に建物がまとまって立てられている。北の集落は北内郭、南の集落は南内郭と命名されている。
内郭の内外に建物の遺構が発見された。竪穴建物、高床建物は祭祀に携わるものやその側近が暮らしていたと考えられており、祭祀が行われる主祭殿、東祭殿、斎堂とともに内郭の中で見つかっている。また、食料を保管する高床倉庫、貯蔵穴、土坑、青銅器製造の跡なども発掘された。
多数の遺体がまとまって埋葬された甕棺、石棺、土坑墓は、住民や兵士などの一般の人の共同墓地だと考えられている。一方、遺跡の南部と北部にあわせて2つの墳丘墓（それぞれ「北墳丘墓」「南墳丘墓」と命名されている）があり、こちらは集落の首長などの墓ではないかと考えられている。発掘された甕棺の中の人骨には、怪我をしたり矢じりが刺さったままのもの、首から上が無いものなどがあり、倭国大乱を思わせる戦いのすさまじさが見てとれる。また、ガラス製の管玉などの装飾品が一緒に埋葬されたものも多く見つかっている。
多数の土器、石器、青銅器、鉄器、木器が出土している。勾玉や管玉などのアクセサリー類、銅剣、銅鏡、織物、布製品などの装飾品や祭祀に用いられるものなどがある。1998年には銅鐸が遺跡の周辺部で発見された。九州北部で製造されたと推定されており、形状から福田型銅鐸とみられている。
出土した遺構や出土品には、九州北部をはじめとした日本各地のものと共通・類似した特徴を持ったものが見られるほか、中国大陸、朝鮮半島、南西諸島ともさまざまな面で共通性・類似性が見られる。
また、遺跡内にある3基の前方後方墳は、弥生時代の集落が消滅した跡に造られたと考えられている。

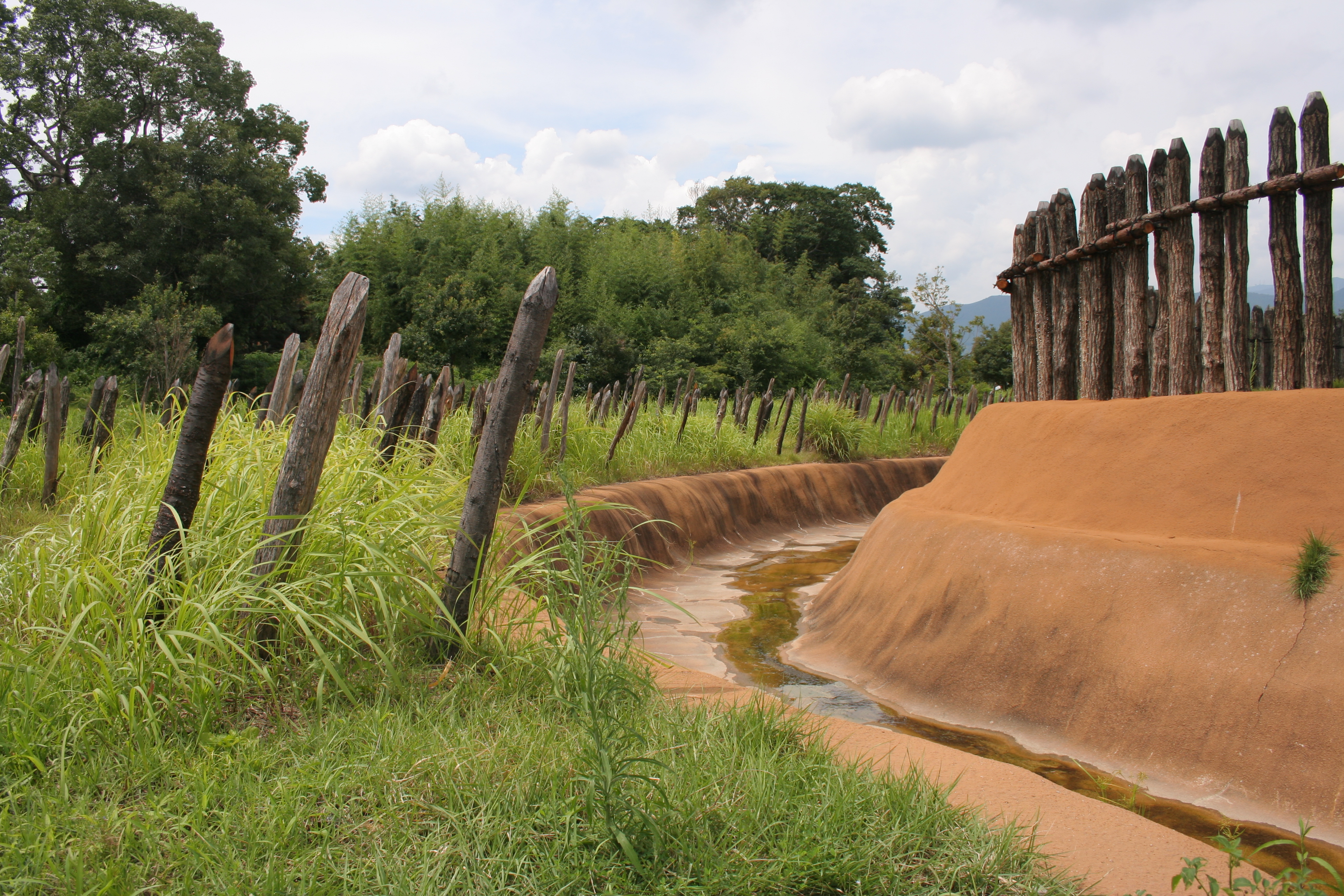
外濠は土塁と柵、逆茂木・乱杭で防衛が図られた
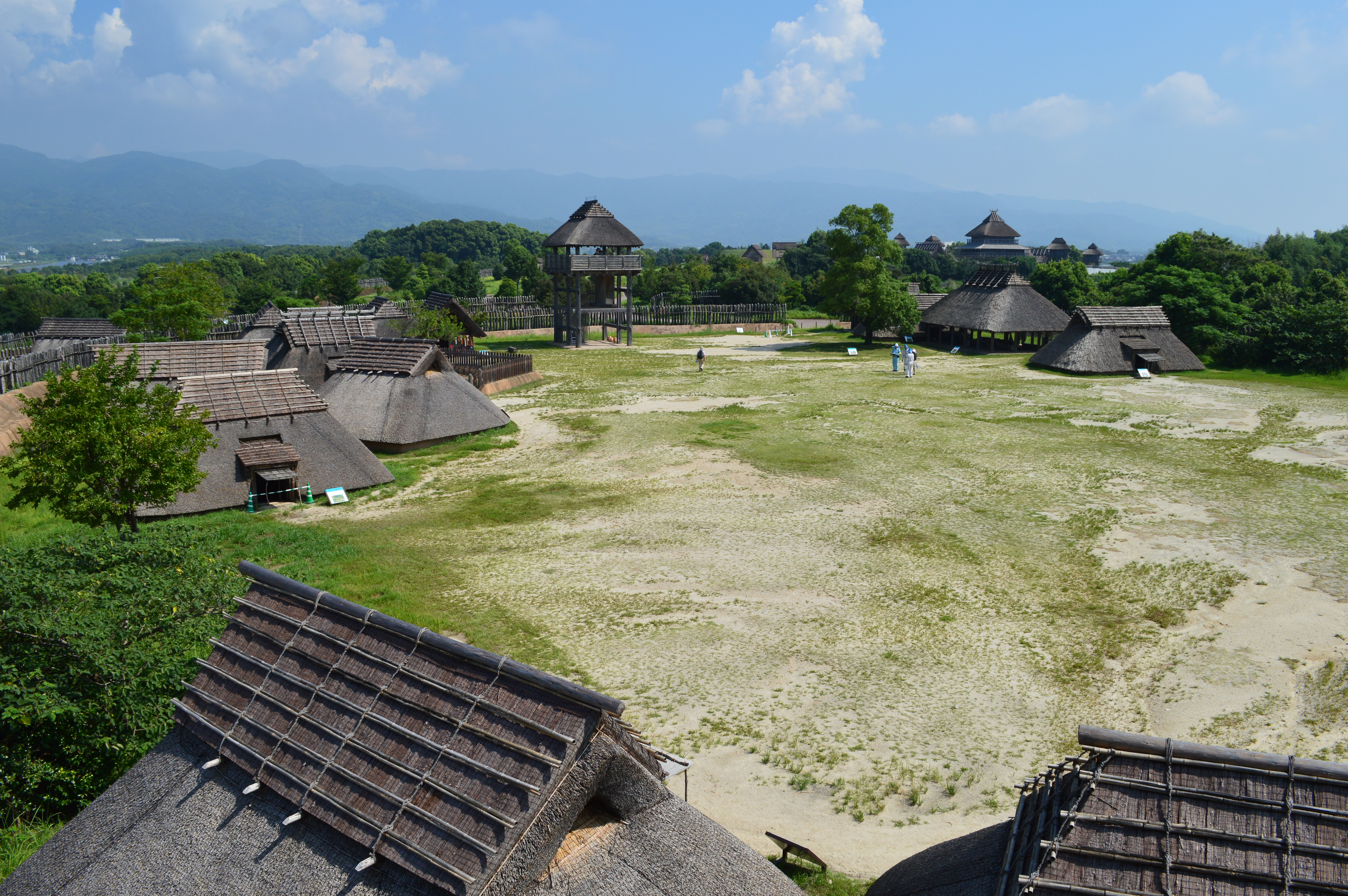
南内郭
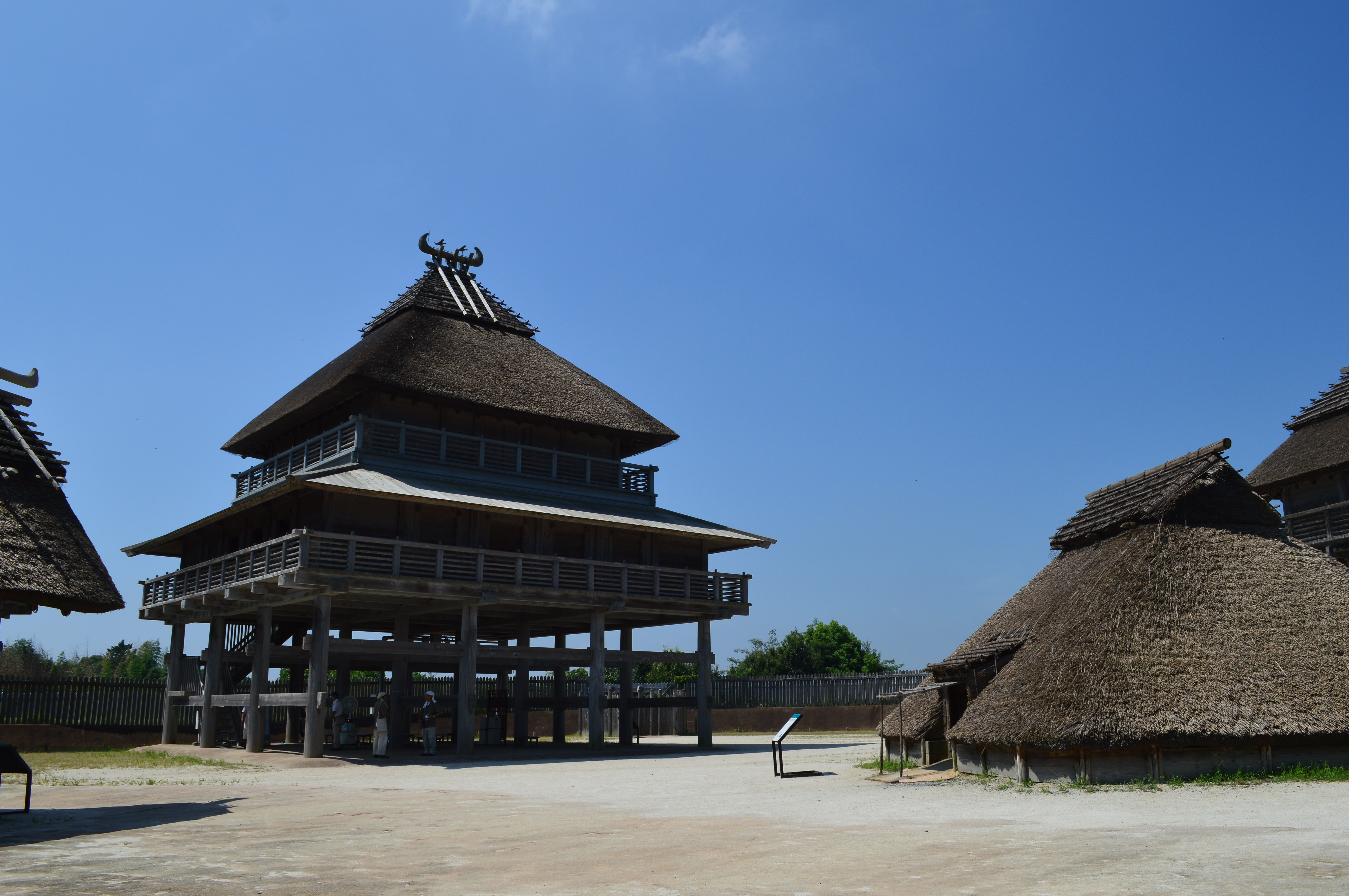
北内郭の大型建物
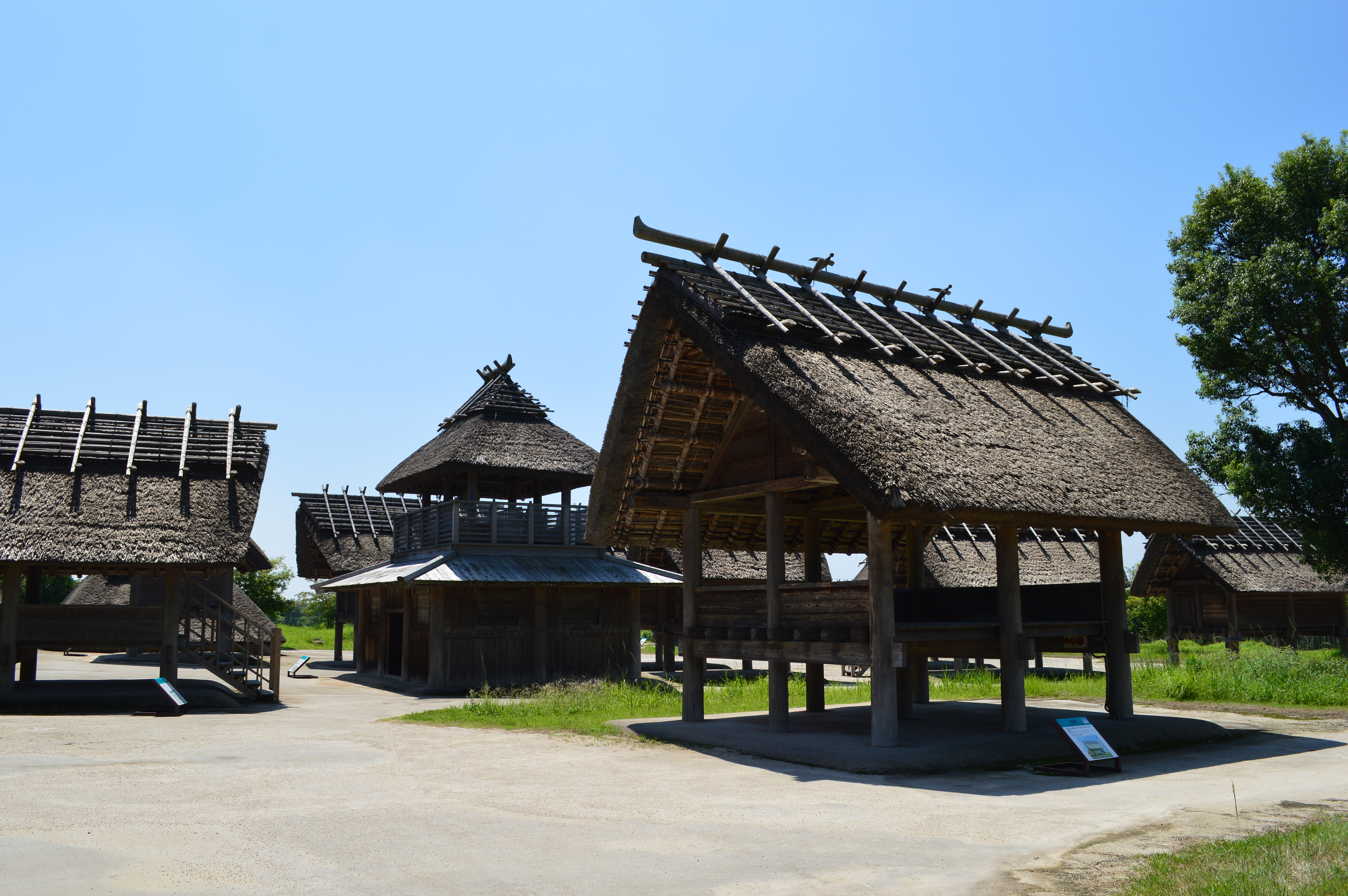
市
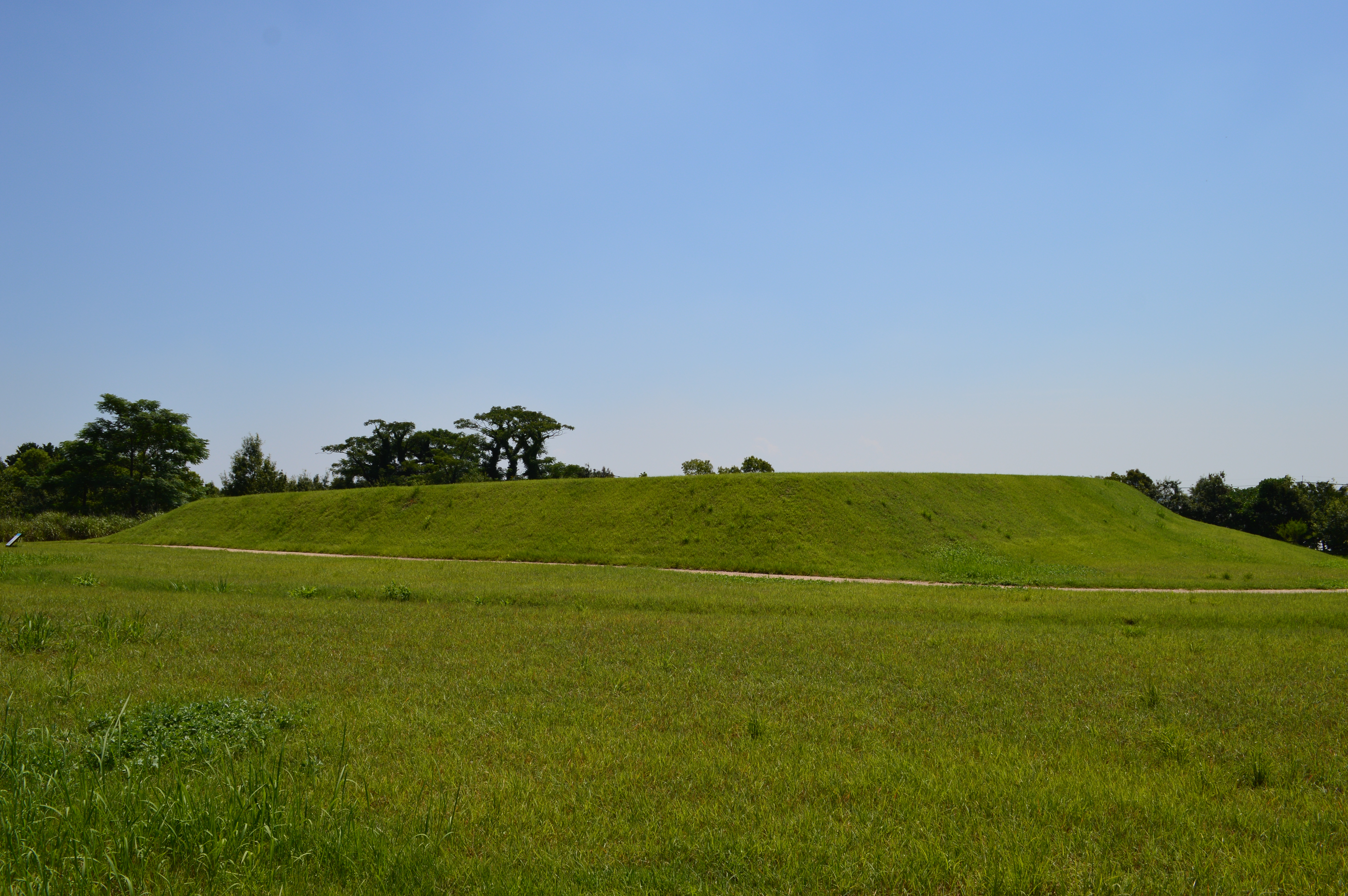
祭壇
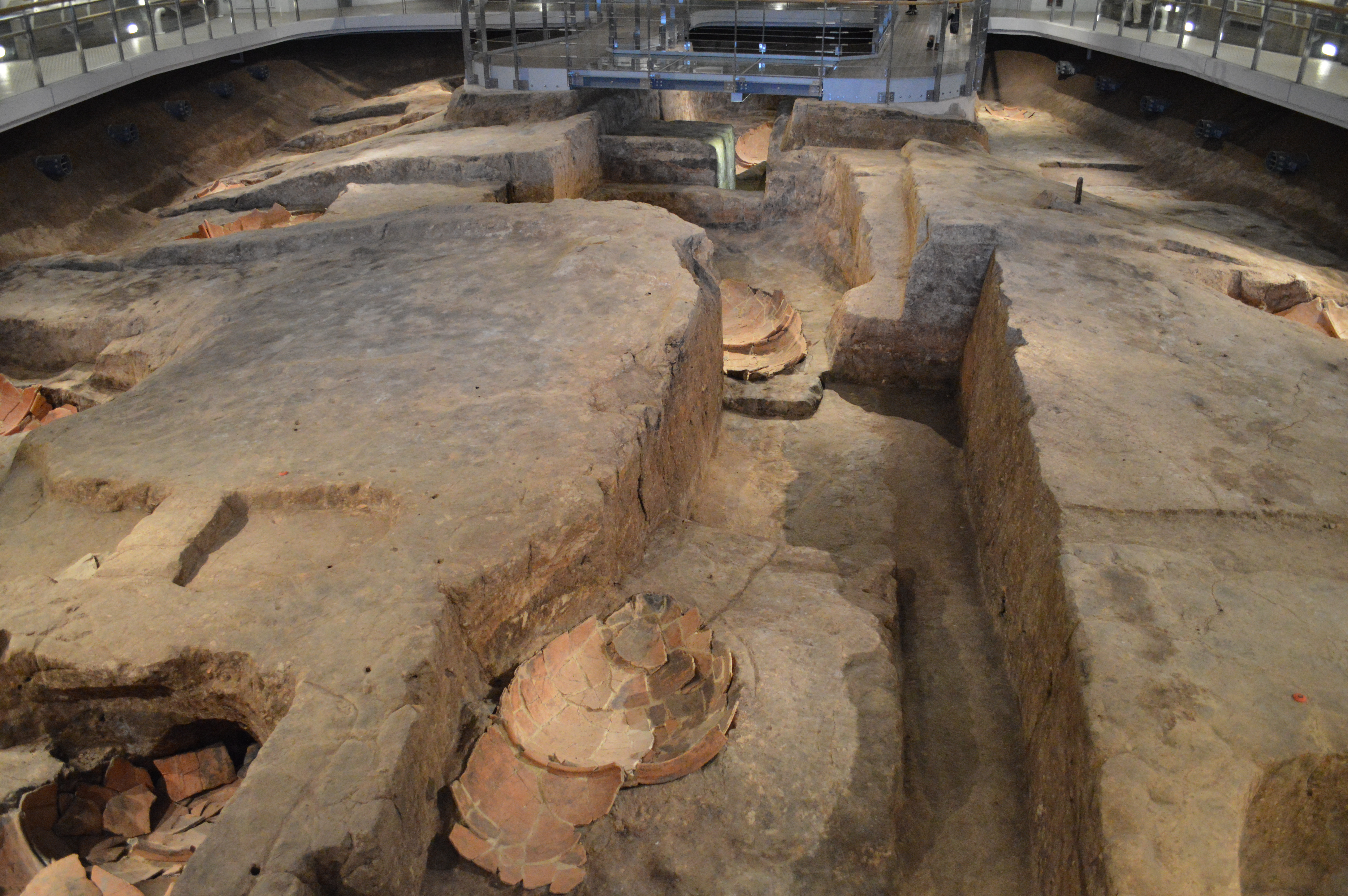
北墳丘墓
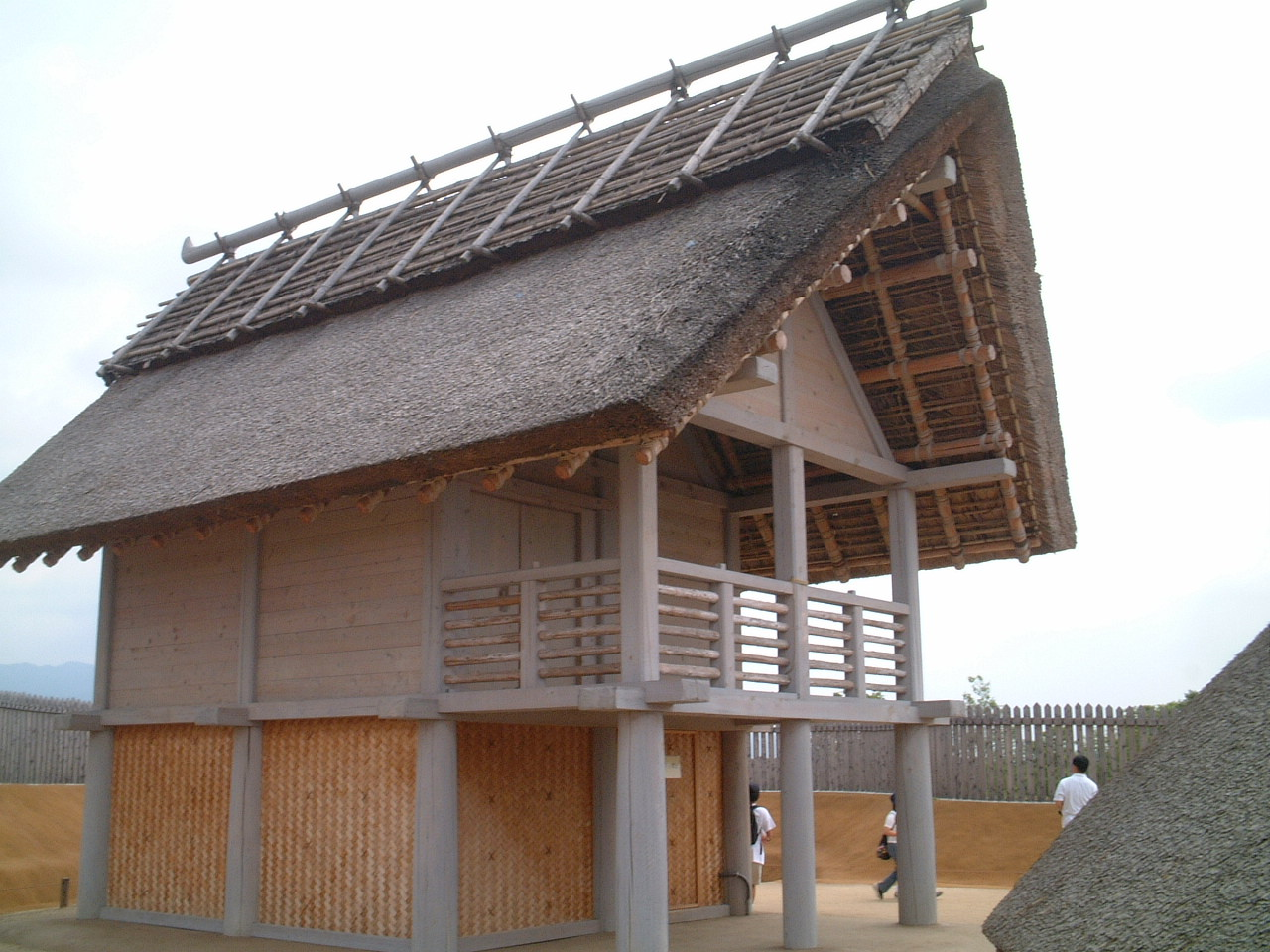
復元された倉庫
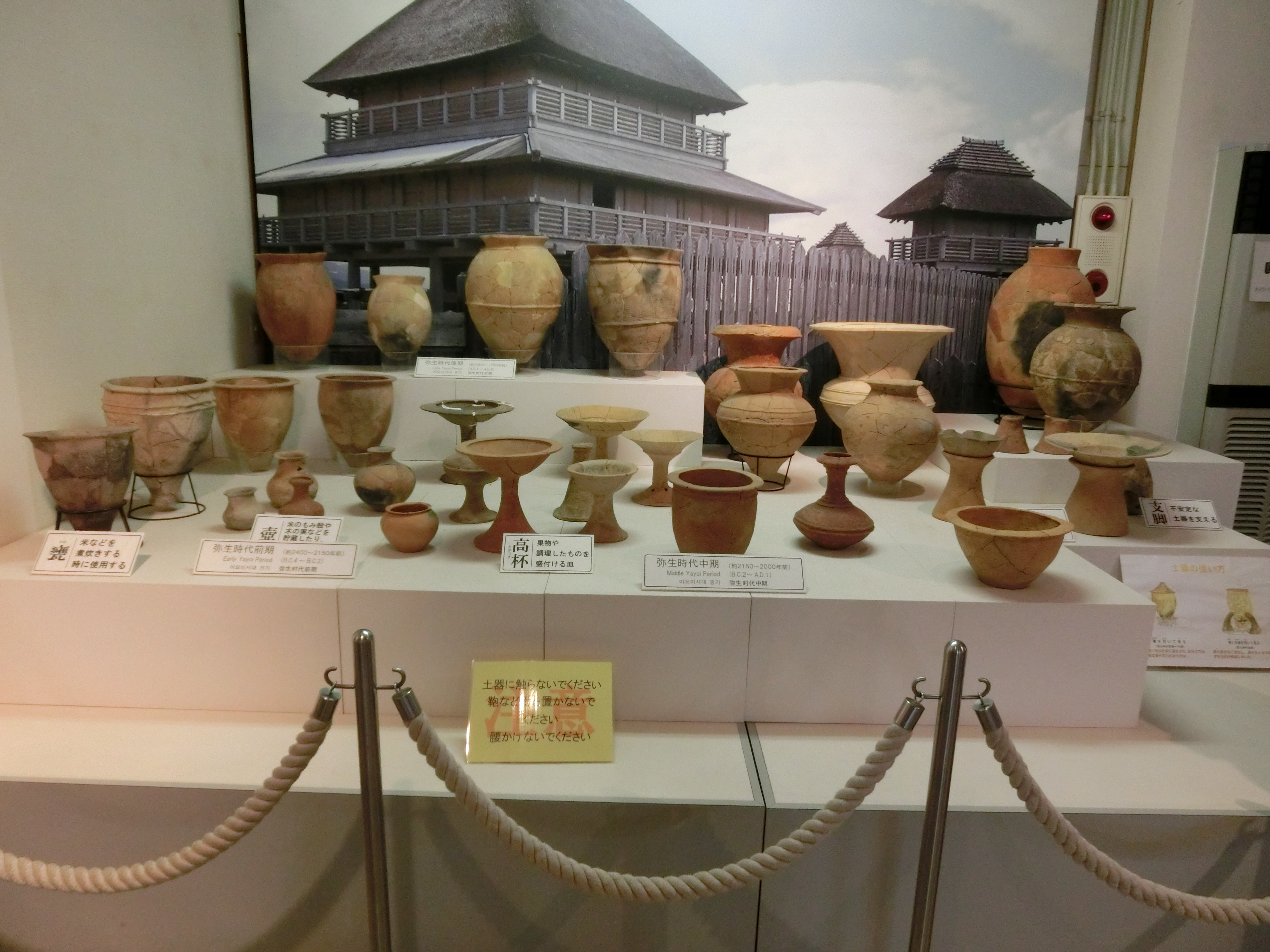
多様な弥生土器
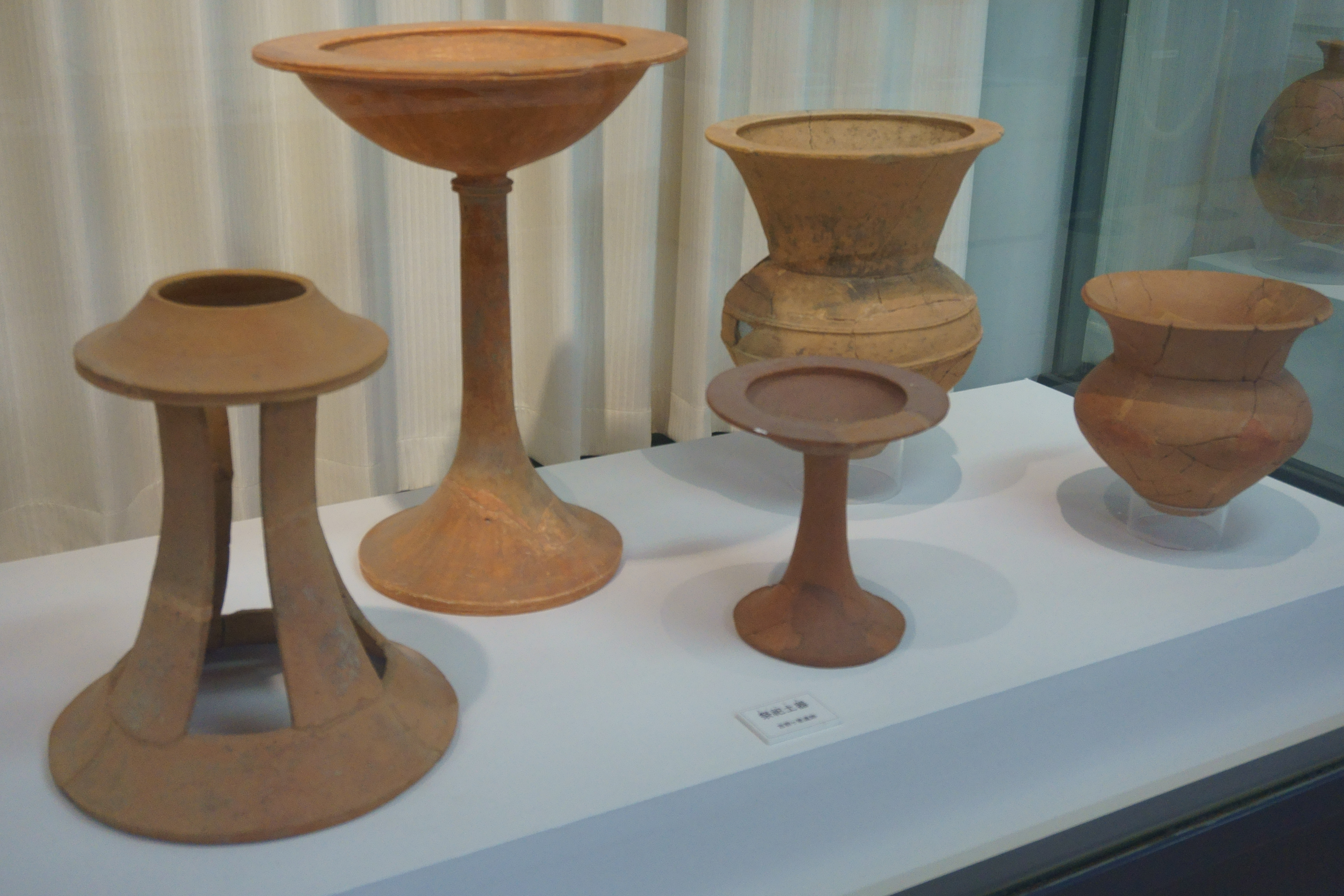
祭祀用土器
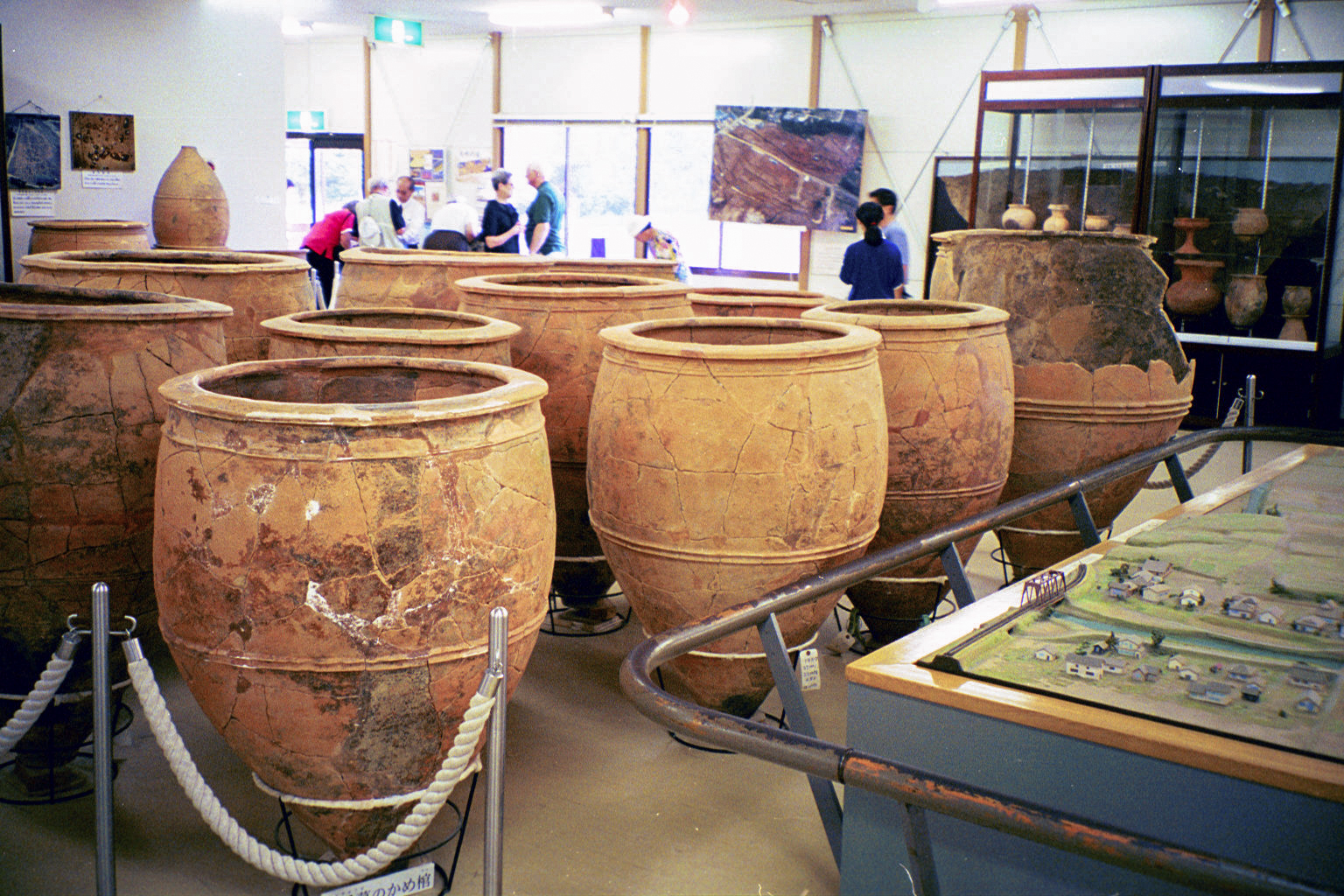
大型の甕棺
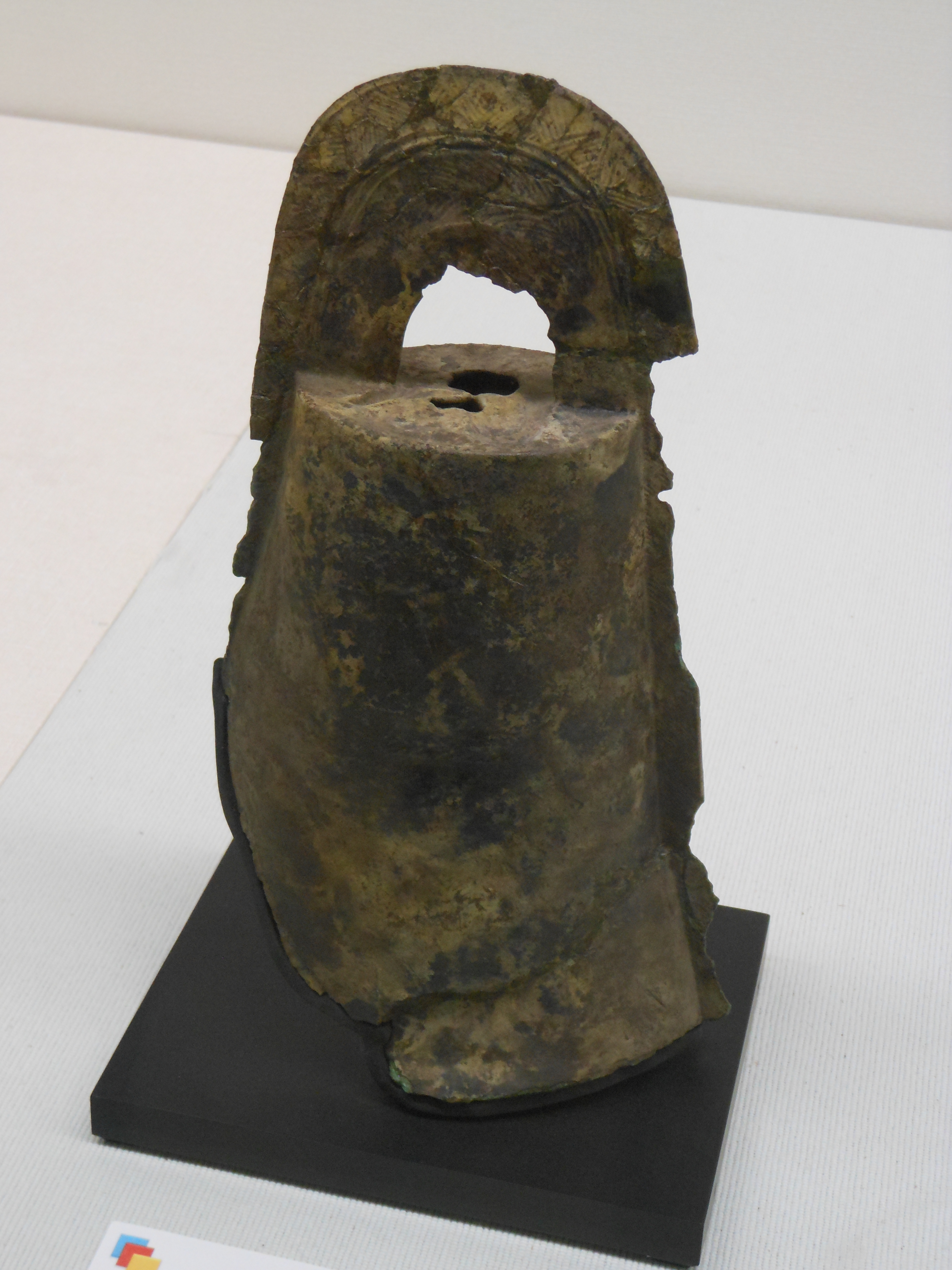
銅鐸
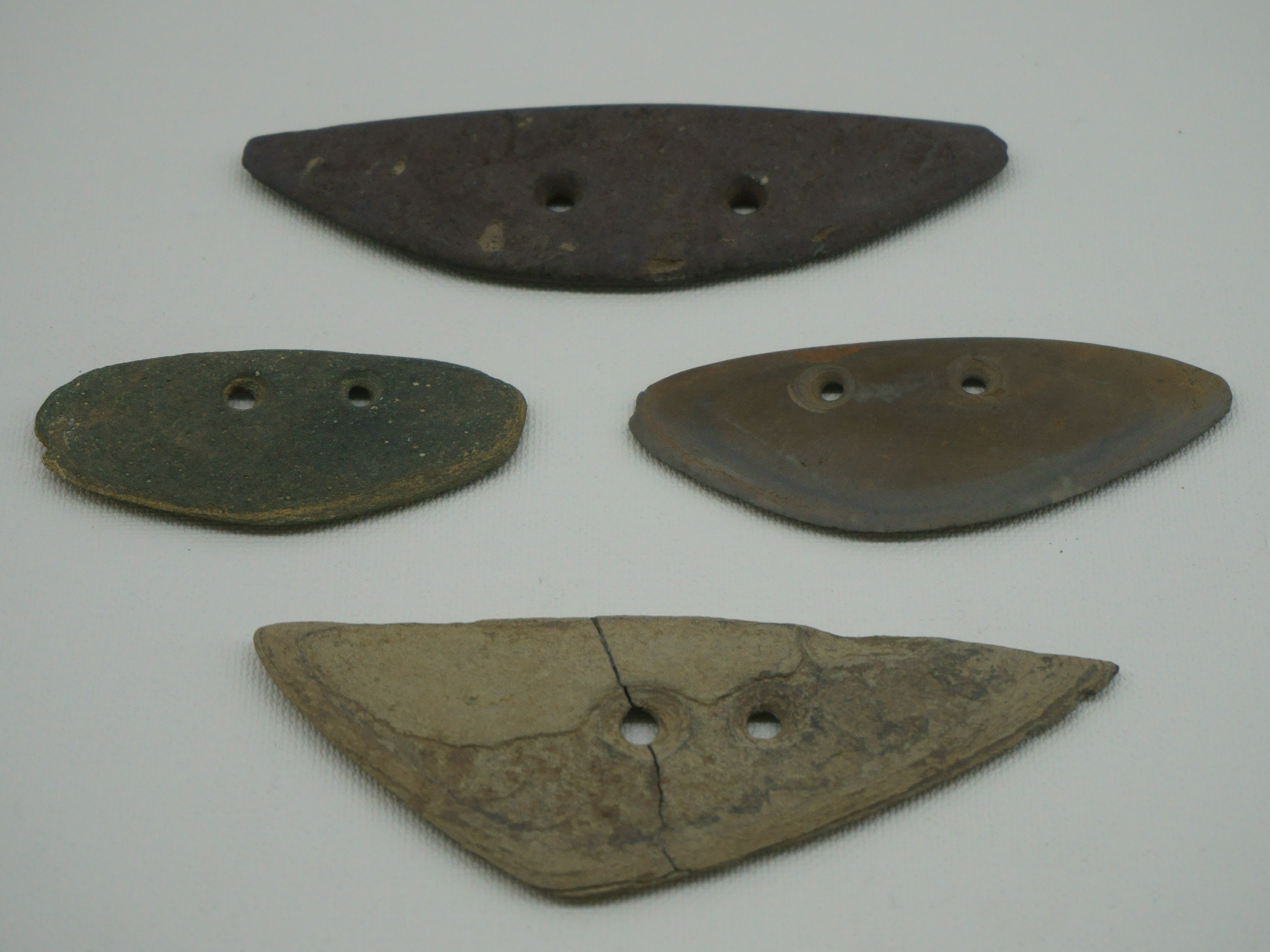
稲作が行われていたことを示す石包丁
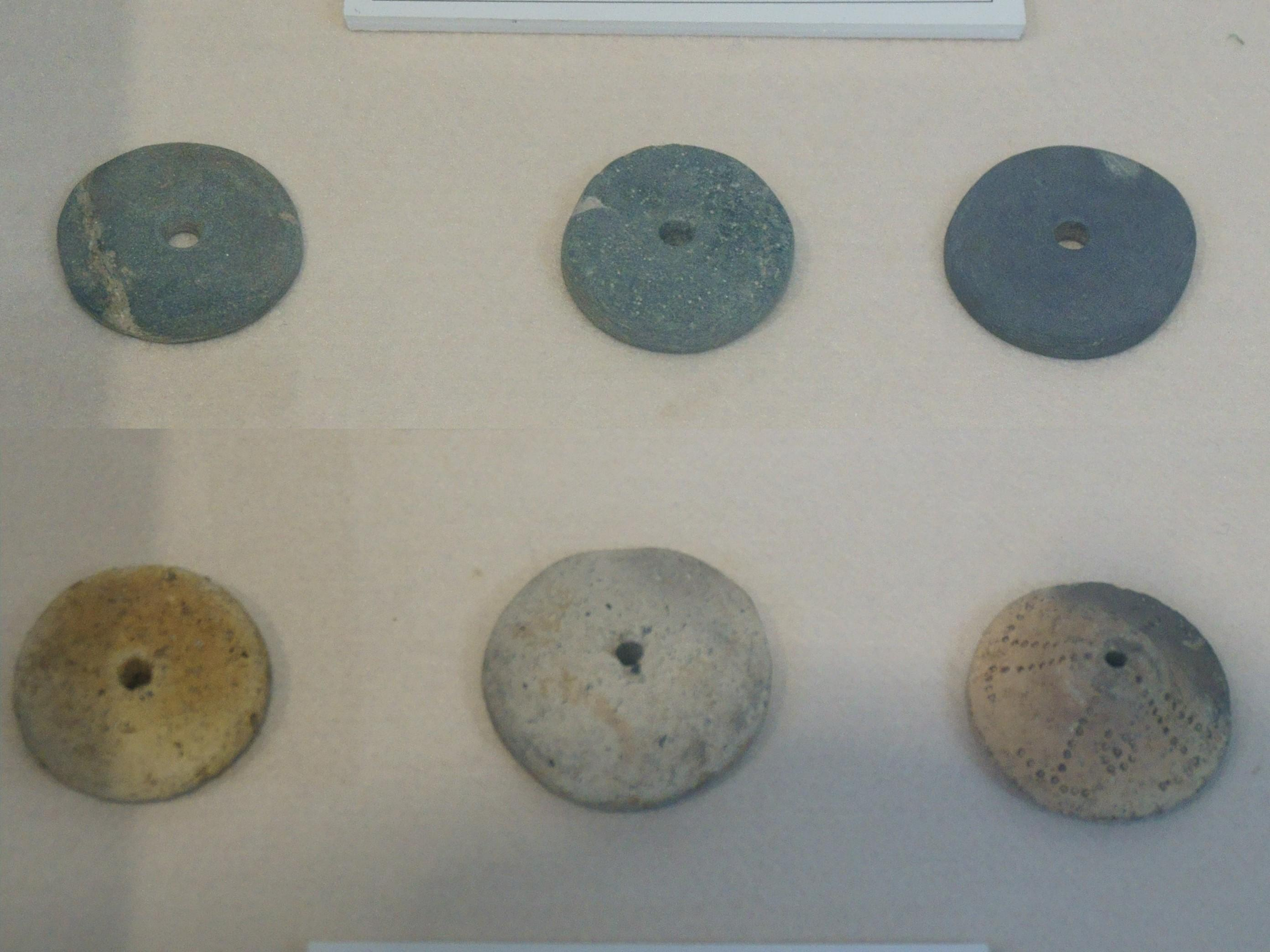
紡錘が行われていたことを示す紡錘車
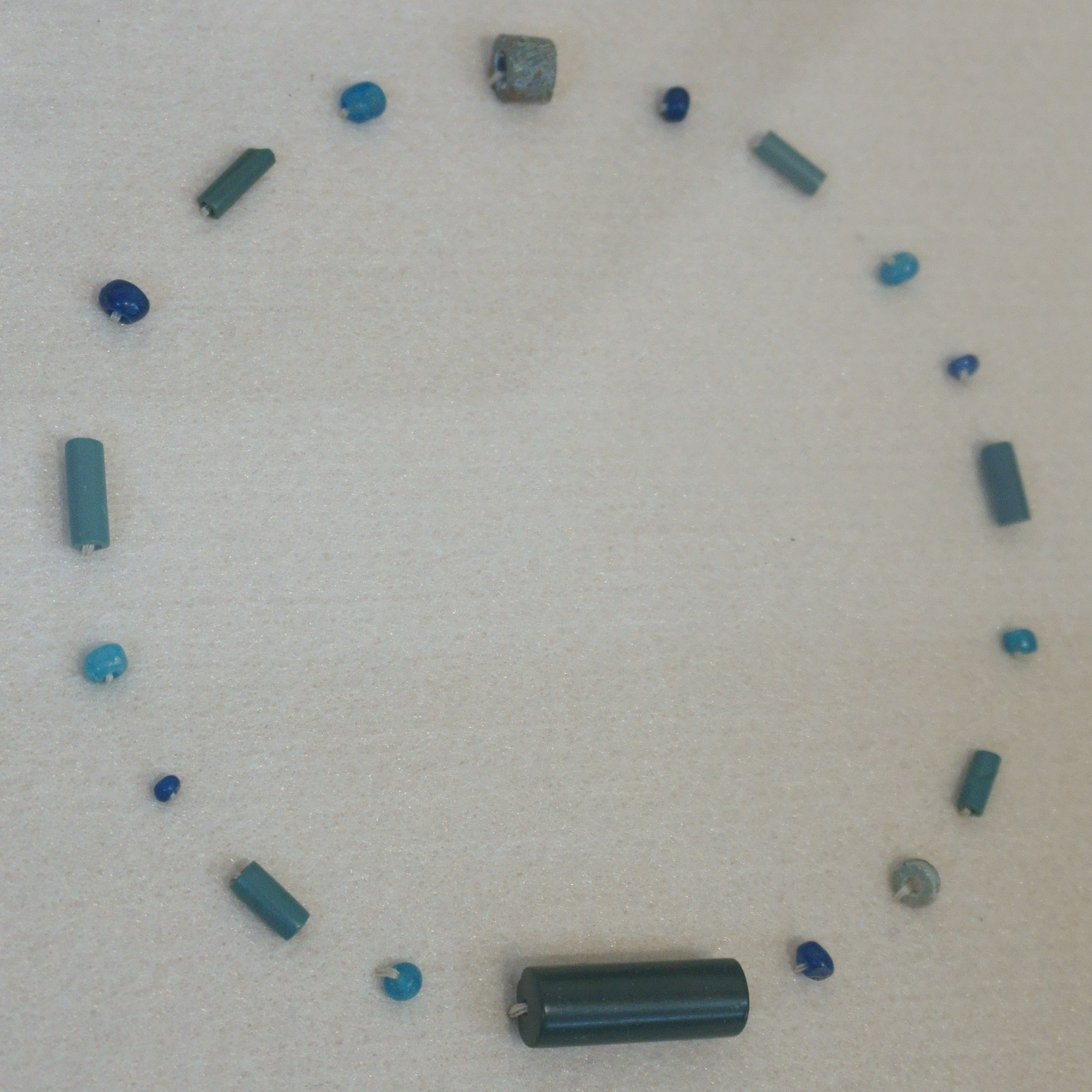
ガラス製小玉・碧玉製管玉

## 歴史

### 縄文時代まで
旧石器時代のナイフ型石器、台形石器、尖頭器などが出土している。
縄文時代後期の土器片が発見され、吉野ヶ里丘陵の周辺部に人が生活していたと推定されている。その主な理由としては、この地域が海と近かったことがあると考えられている。最終氷期が終わり温暖となった縄文時代前期には、縄文海進と呼ばれる海面上昇があり、有明海は吉野ヶ里丘陵の南端付近まで広がり、遺跡から2-3キロメートルほどの距離にあったと推定されている。
有明海は干満の差が平均で5-6メートルと大きく、また遠浅の干潟を持つ。この干満の差や筑後川などの河川を利用した水運に優れたこと、また貝やカニといった食料が豊富に得られたことなどの好条件が揃い、この地域に人の定住が始まったと考えられている。

### 弥生時代
弥生時代前期（紀元前8世紀）頃には、すでに吉野ヶ里丘陵一帯に集落が形成され始めたと推定されている。
前期には、吉野ヶ里丘陵のところどころに分散して「ムラ」ができ始める。また、南のほうの集落に環濠が出現する。
中期には、吉野ヶ里の丘陵地帯を一周する環濠が出現する。集落が発展していくとともに、防御が厳重になっている。また、墳丘墓や甕棺が多く見られるようになる。大きな墳丘墓になると南北約46メートル、東西約27メートルの長方形に近い墳丘で、高さは4.5メートル以上あったと推定されている。頂上から墓壙を掘って14基以上の甕棺を埋葬しているものもあり、本州の他の地域でも見当たらない。
後期には、環壕がさらに拡大し、二重になるとともに、建物が巨大化し、3世紀ごろには集落は最盛期を迎える。北内郭と南内郭の2つの内郭ができ、文化の発展が見られる。甕棺の数などから推測しておよそ1,200人、吉野ヶ里を中心とするクニ全体では5,400人くらいの人々が住んでいたと推測される。
海岸線は次第に遠ざかり、この時代には吉野ケ里遺跡から2ないし3kmの神埼市千代田町や佐賀市諸富町付近にあった。筑後川の河口もまたその付近に移ったと推定され、遺構からは港のようなものがあったと推定されている。吉野ヶ里丘陵は東西両岸を流れる城原川と田手川（ともに筑後川の支流）を通して、この港と交流を持ったと考えられている。
吉野ヶ里墳丘墓のルーツは、朝鮮半島を経由せずに中国江南もしくは山東半島から北部九州に直接伝わったとする研究がある。

### 古墳時代
古墳時代の始まりとともに、吉野ヶ里遺跡の濠は大量の土器が捨てられ、埋め尽くされてしまう。集落はほぼ消滅して離散してしまう。このようなことは、近畿地方や各地の環濠集落も同じような経過を辿る。
また、高地性集落も消滅する。それは、戦乱の世が治まり、もう濠や土塁などの防御施設や高地性集落の必要性がなくなったからである。古墳時代になると吉野ヶ里遺跡の住居は激減し、丘陵の上は墓地として、前方後円墳や周溝墓などが築かれた。人々は、低湿地を水田に開拓出来るようになり、生活の基盤を平野に置くようになった。

### 中世
奈良時代及び平安時代には、神埼郡の役所的な性格の建物があったと推定されている。
律令制時代では土地の区画制度を条里制と言ったが、「吉野ヶ里」の「里」はその呼び名が今も伝わって残っているもので、旧神埼郡内には他にも「○○ヶ里」という地名が多く見られる。

### 近代以降
佐賀の乱の際は付近で激戦が展開された。昭和になると、弥生土器や甕棺墓などの遺物の出土が見られるようになり、少数ながらもこの遺物や遺構を学術的に研究する動きが始まる。しかし、大きな盛り上がりを見せることはなかった。
1970年代に、農地や果樹園造成、土採りによって遺跡の一部が壊される。また、このころから吉野ヶ里丘陵一帯の広い範囲で甕棺が出土するようになった。また、県立高校の移転改築の候補地になったが、広範囲にわたって遺物が出土していたため断念された。
1970年代後半に佐賀県によって調査が計画されたが、事前調査に追われて実施に至らなかった。
1980年代に入って、企業誘致の為に佐賀県は吉野ヶ里丘陵南部に工場団地の開発を計画する。その際文化財発掘のための事前調査を1983年（昭和58年）から始める。1986年（昭和61年）の本格調査によって、約59ヘクタールもの広範囲に遺跡が広がっていることが判明し、県は工場団地計画を縮小する。

### 本格的な発掘

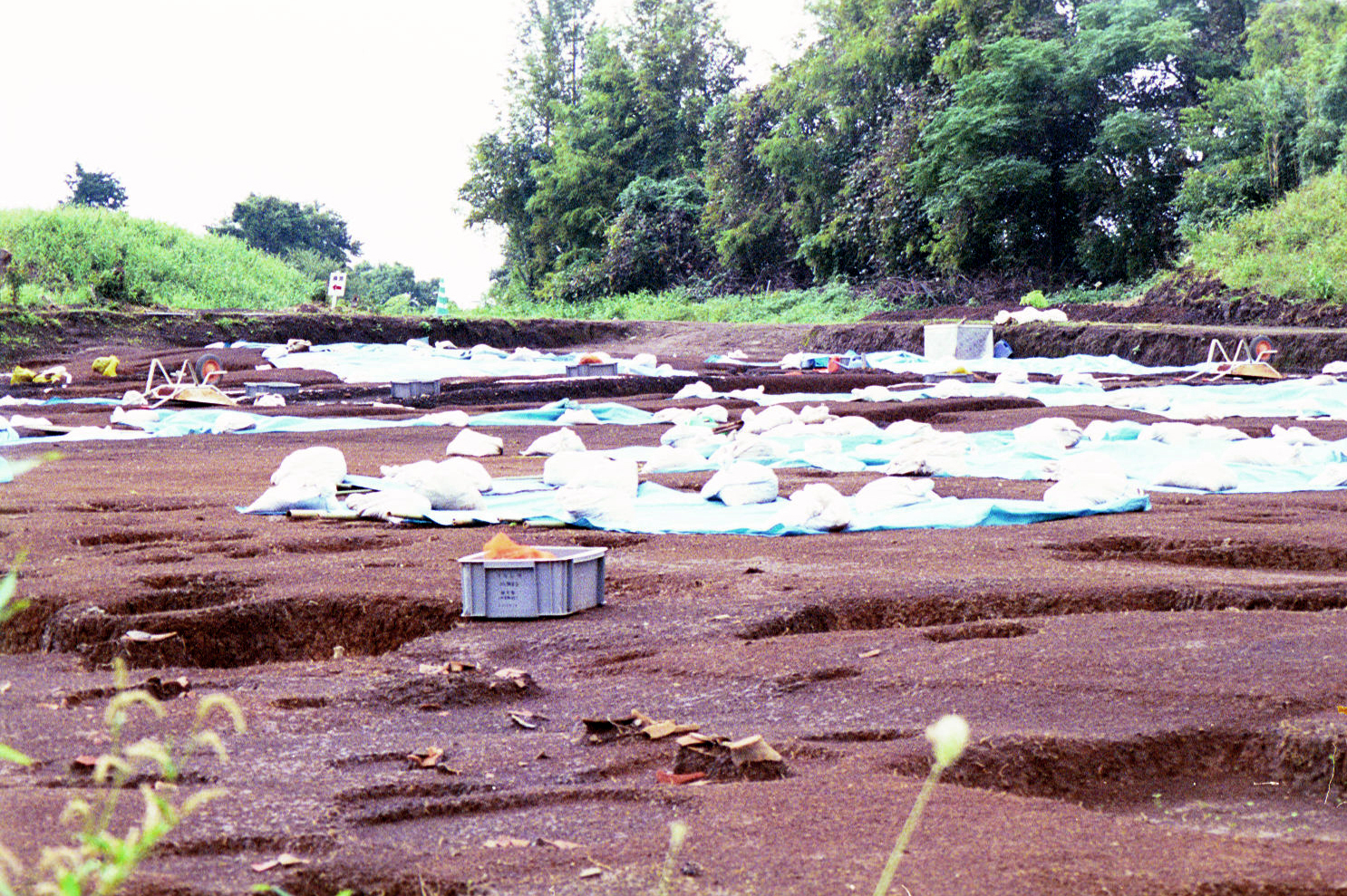
発掘中の現場（2000年）。発掘は長期に亘り続いている。

考古学者の佐原真をはじめとして、県や市民団体による啓発活動が高まりを見せ、1989年（平成元年）2月23日、一部の報道機関によって大々的な報道が始まる。ちなみに、この前日の2月22日が「吉野ヶ里遺跡で大規模な環濠集落が発見された日」とされている。これにより連日全国から大勢の見学者が訪れるようになり、同年3月には県は遺跡と重複する地域の開発を中止する。
その後1990年（平成2年）5月に史跡、1991年（平成3年）4月に特別史跡に指定され、1992年（平成4年）には閣議によって国営歴史公園の整備が決定する。
報道がなされた当初から邪馬台国に関係する遺跡ではないかとも見方もあり、一部で九州王朝説も取り上げられた。
なお、2006年（平成18年）4月6日に日本100名城（88番）に選定されている。

## 文化財

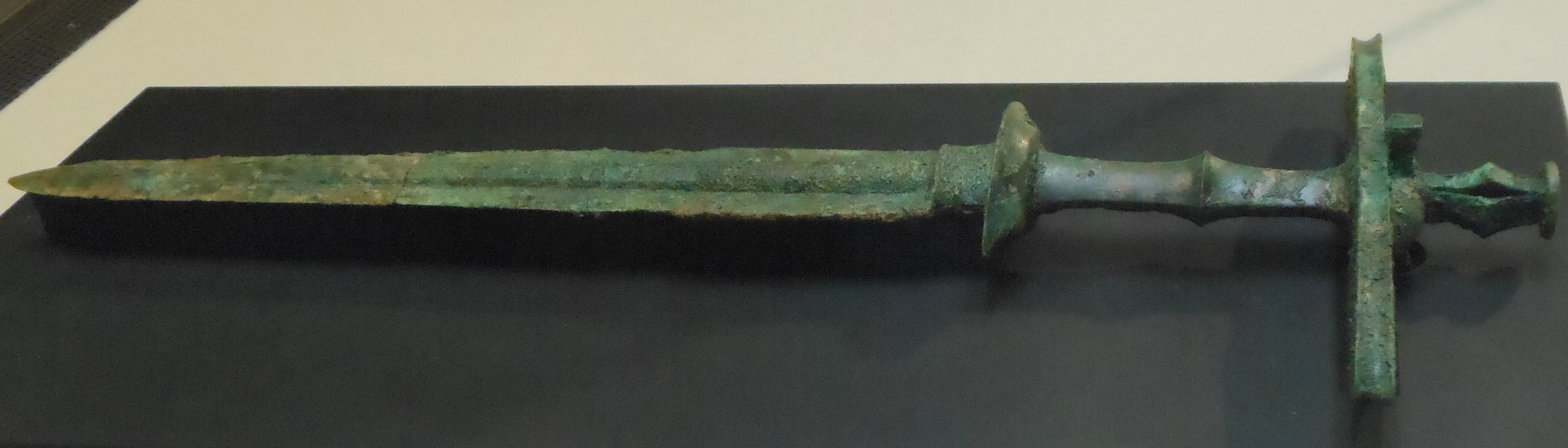
細形銅剣（把頭飾付）紀元前1世紀

### 特別史跡
- 吉野ヶ里遺跡 1991年5月28日指定[4]

### 重要文化財（国指定）
佐賀県吉野ヶ里遺跡墳丘墓出土品（文化庁所有、佐賀県立博物館にて展示） 1991年6月21日指定

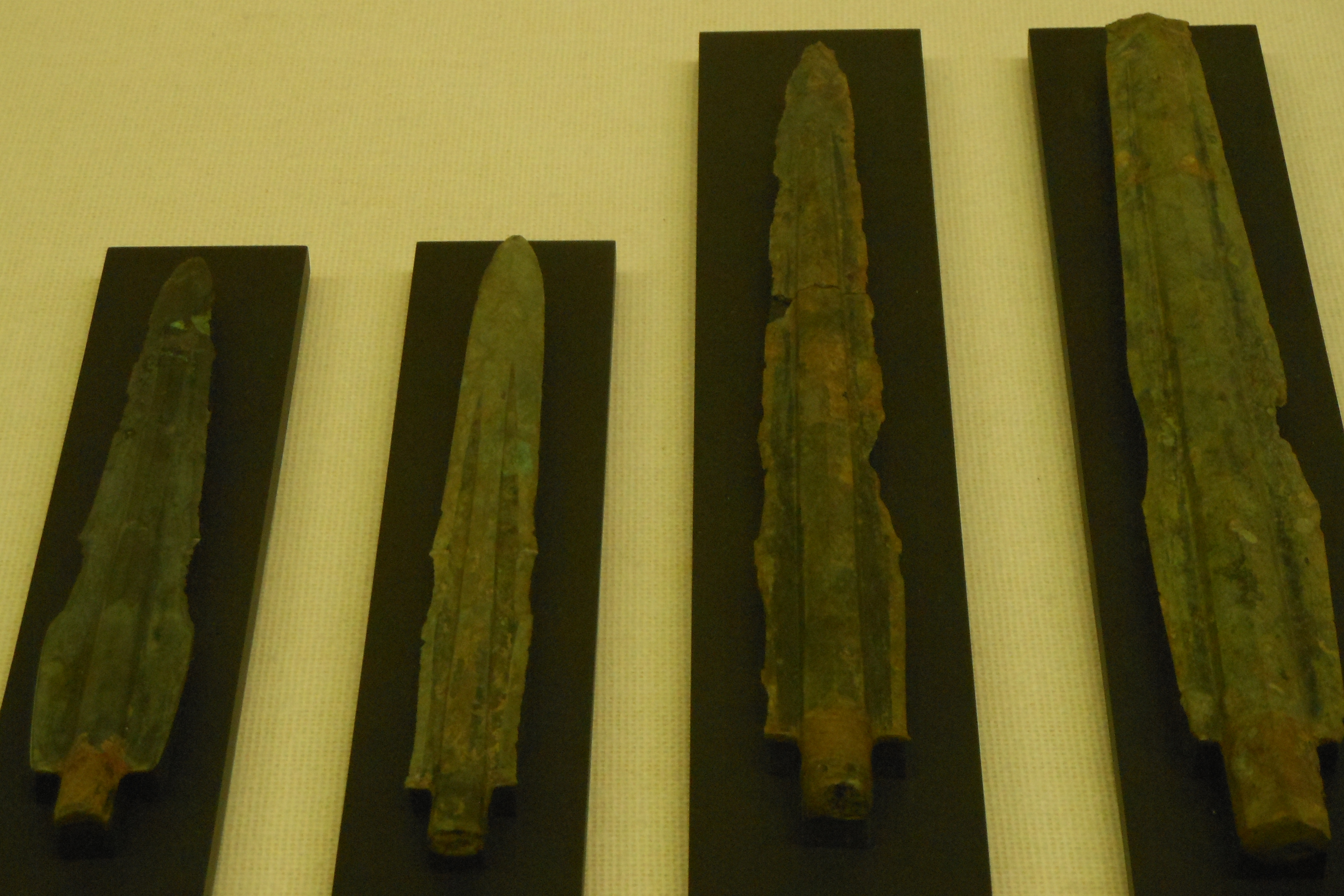
細形銅剣（4点）紀元前1世紀
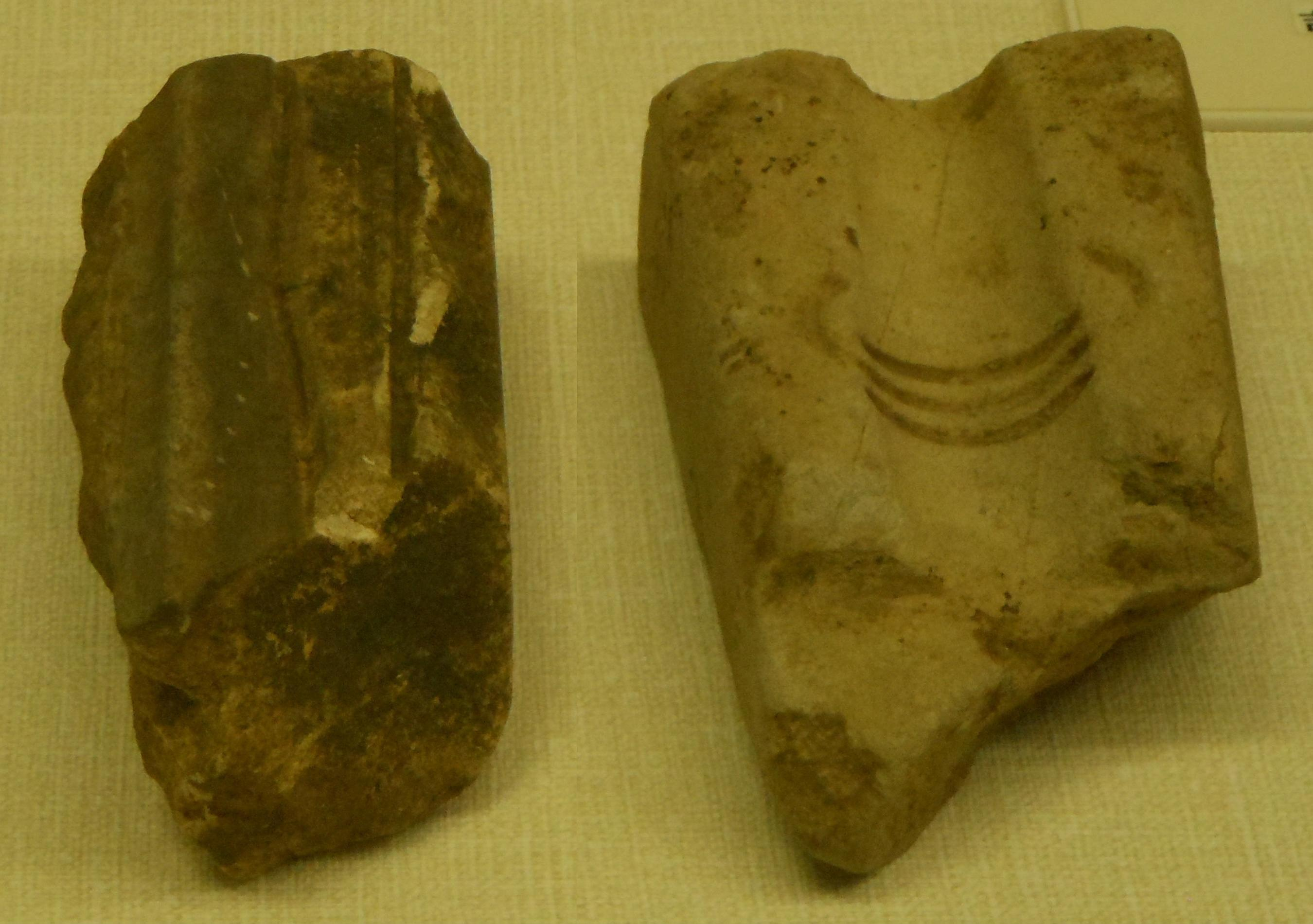
銅剣鋳型（左）銅矛鋳型（右） 弥生時代に日本でも銅器の鋳造が行われていたことを示す資料

- 細形銅剣（内一口把頭飾付）5口
- 銅把頭飾 1箇
- ガラス管玉 79箇

（以下は附指定）
- 銅鏡 残欠共7面分
- 細形銅剣残欠 1口
- 細形銅矛鋳型残欠 1箇
- 細形銅剣鋳型残欠 2箇
- 巴形銅器鋳型残欠 1箇
- 銅器鋳型残欠 1箇
- 錫塊 1箇

- 細形銅剣（4点）紀元前1世紀
- 銅剣鋳型（左）銅矛鋳型（右）
弥生時代に日本でも銅器の鋳造が行われていたことを示す資料

## 吉野ヶ里歴史公園
吉野ヶ里遺跡とその周辺部の117ヘクタールが公園として整備されることが決定されている。公園としての整備が決定した後、公園となる部分の最終調査を経て、遺跡の状態を損なわないように盛土によって保存し、その上に復元や植樹を行い公園整備を行った。整備計画区域内にはまだ発掘を終えていない部分が多数残っており、発掘が完了したところから順次整備が進められ公園を拡張している。2001年の開園当初は47.3ヘクタールだったが、2017年7月現在は計画の9割にあたる104ヘクタールが公園として利用されている。
都市公園法に基づく国営公園部分と県営公園部分があるが、管理運営は国及び県からの共同での代行（指定管理者）という形で一般財団法人公園財団が受託し、公園内に「吉野ヶ里公園管理センター」を設置して行っている。また、整備は国土交通省の出先機関である九州地方整備局 国営海の中道海浜公園事務所 歴史公園課と県の出先機関である神埼土木事務所がそれぞれの整備計画に基づいて行っている。なお、発掘調査関係は佐賀県教育委員会の管理となっている。
吉野ヶ里歴史公園で実際に復元されているのは、環濠、竪穴建物、高床建物、物見櫓、柵、逆茂木、高床倉庫、墳丘墓などである。多くは柱の跡や木材が遺構として残っており、これをもとに復元されている。遺構の保護やさらなる発掘のため、もともとあった場所から異なる場所に復元されたものもあるが、盛り土をして遺構を保護した上で真上の同じ場所に復元されたものもある。
また、遺跡の周辺部では、遠くからも分かる目印として物見櫓が立てられているところもある。公園の南端はJR九州の長崎本線に接しており、同線の吉野ケ里公園駅と神埼駅の間では列車内から物見櫓等の建造物を遠望することができる。
出土品の多くが、公園内にいくつかある施設内に保管され、展示が行われている。実際に手で触ることができるものもある。
公園では、「弥生人の声が聞こえる」をテーマに整備・情報発信を行っている。年に十数回イベントが企画され、古代の文化や生活の体験ができるほか、多くの店も並ぶ。テーマのように、弥生人の生活を再現したイベントや企画が多く、勾玉などの装飾品の試作、当時の衣服の試作・試着、古代米の育成、当時の食事体験などの参加型のものが多数ある。
広い公園内は、レストランや売店のある入り口ゾーンおよび、それぞれ趣旨の異なる3つのゾーンに大きく区分されている。「環濠集落ゾーン」では多数の遺構が復元されており当時の様子を垣間見ることができるほか、出土した土器や装飾品などを陳列した展示室、発掘や土器復元を見学できる施設、体験工房などが設けられている。「古代の原ゾーン」は主にレクリエーションを行うゾーンで、広場・水辺や遊具、野外炊事コーナー、赤米などの古代米を栽培する水田などが設けられている。「古代の森ゾーン」は整備中のゾーンで、官衙跡の復元、古代植物の栽培、キャンプ場などが計画されている。
12月31日および、1月の第3月曜日とその翌日が休園日であるのを除き、原則として毎日開園している。開園時間は9時から17時までで、6月から8月までは18時まで延長されている。
維持管理や整備の資金源等を目的として、入園料や駐車料金を徴収している。中学生以下の割引、65歳以上の割引、団体割引、身体障害者割引が設定されているほか、年間パスポート、無料開放日もある。また、一部の体験イベントは有料となっている。

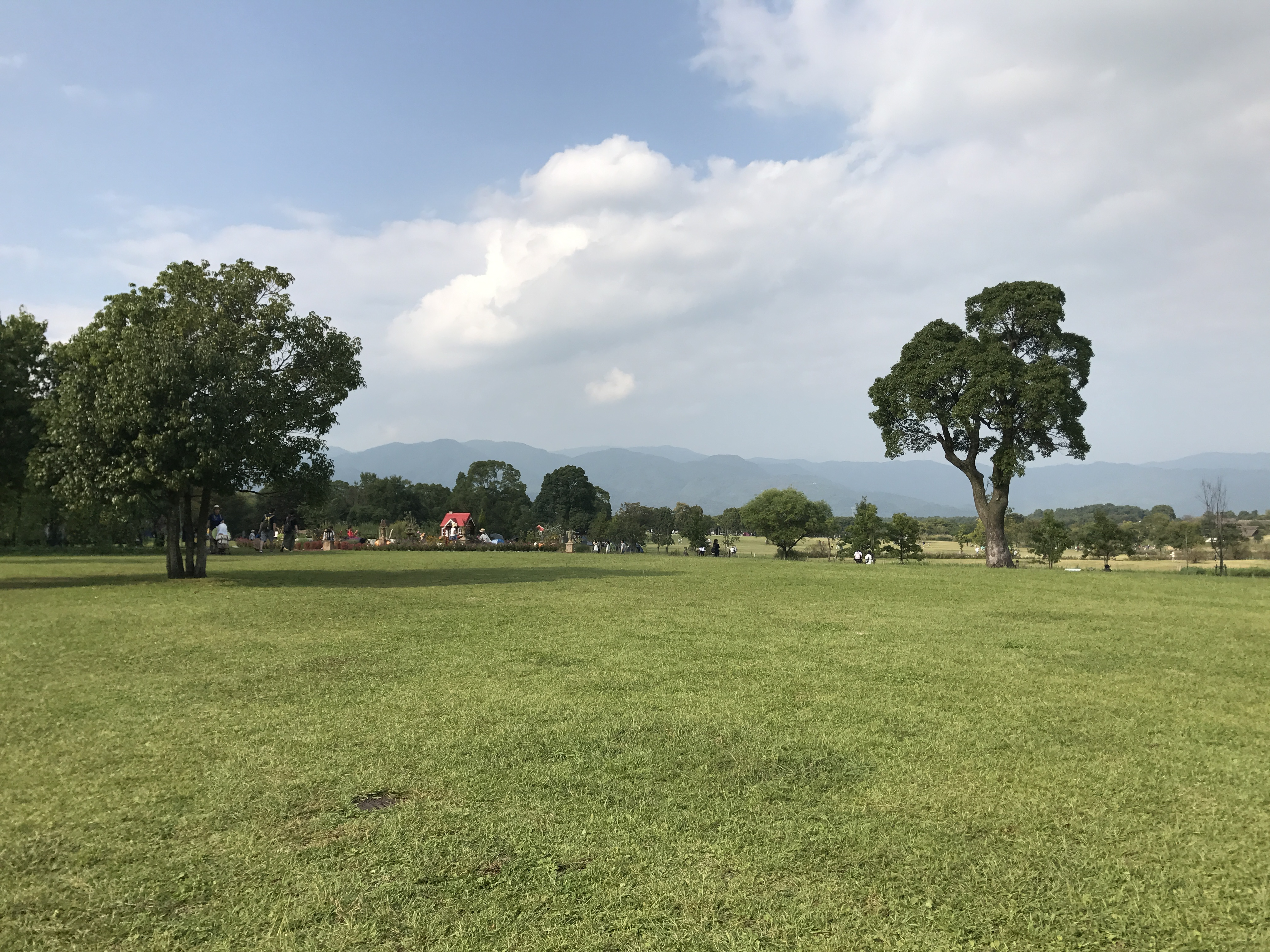
弥生の大野（広場）
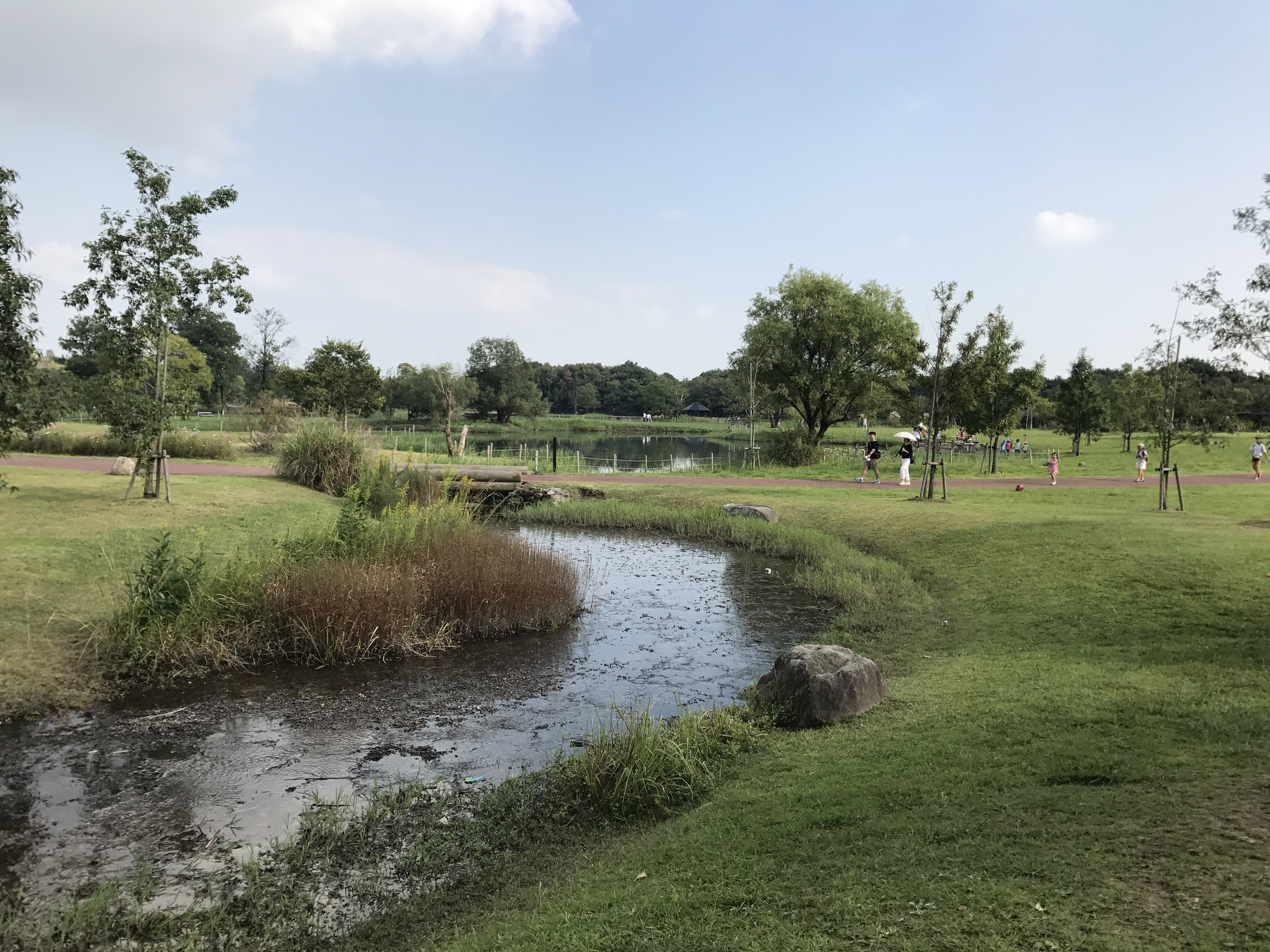
水辺
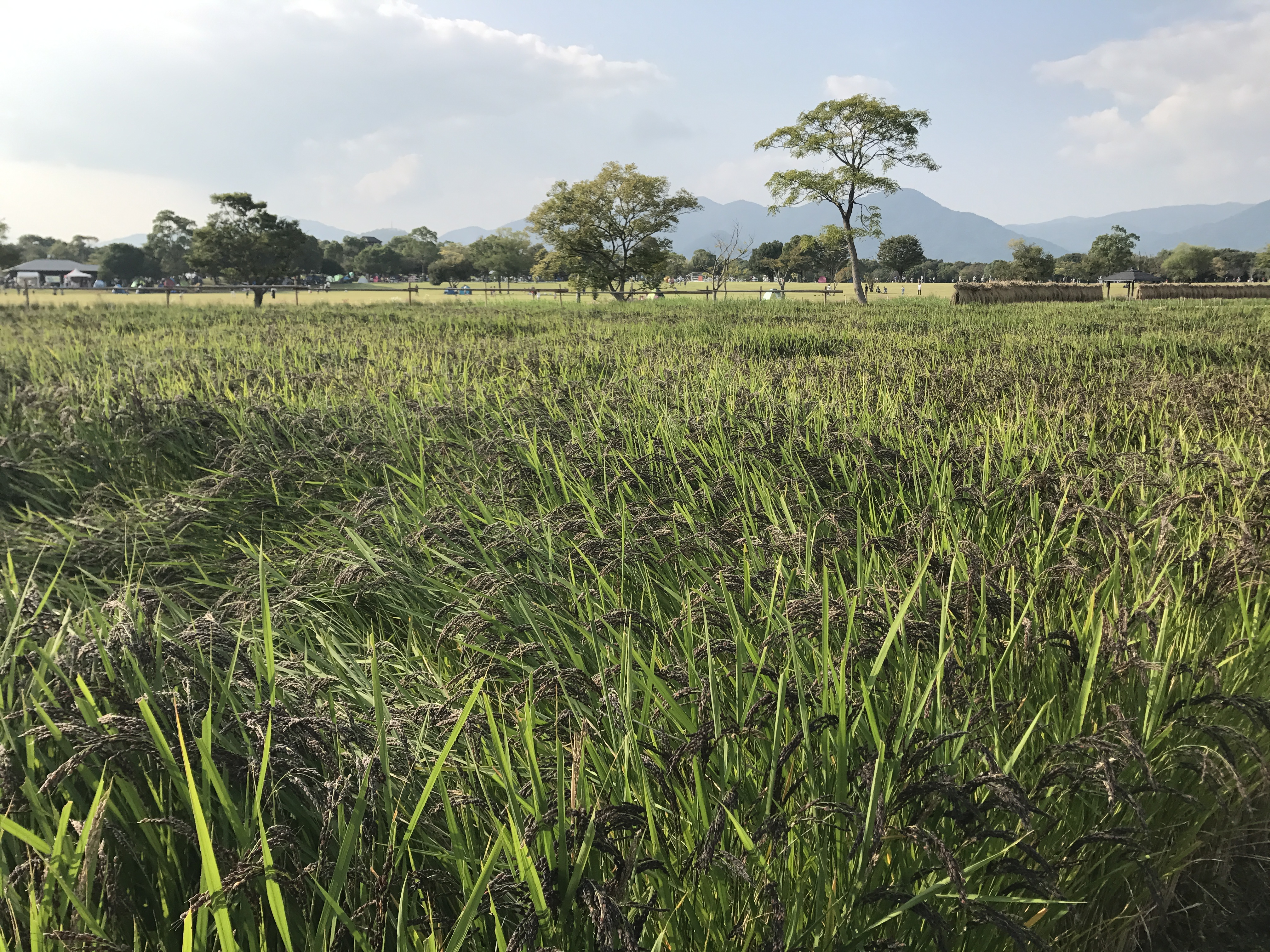
水田
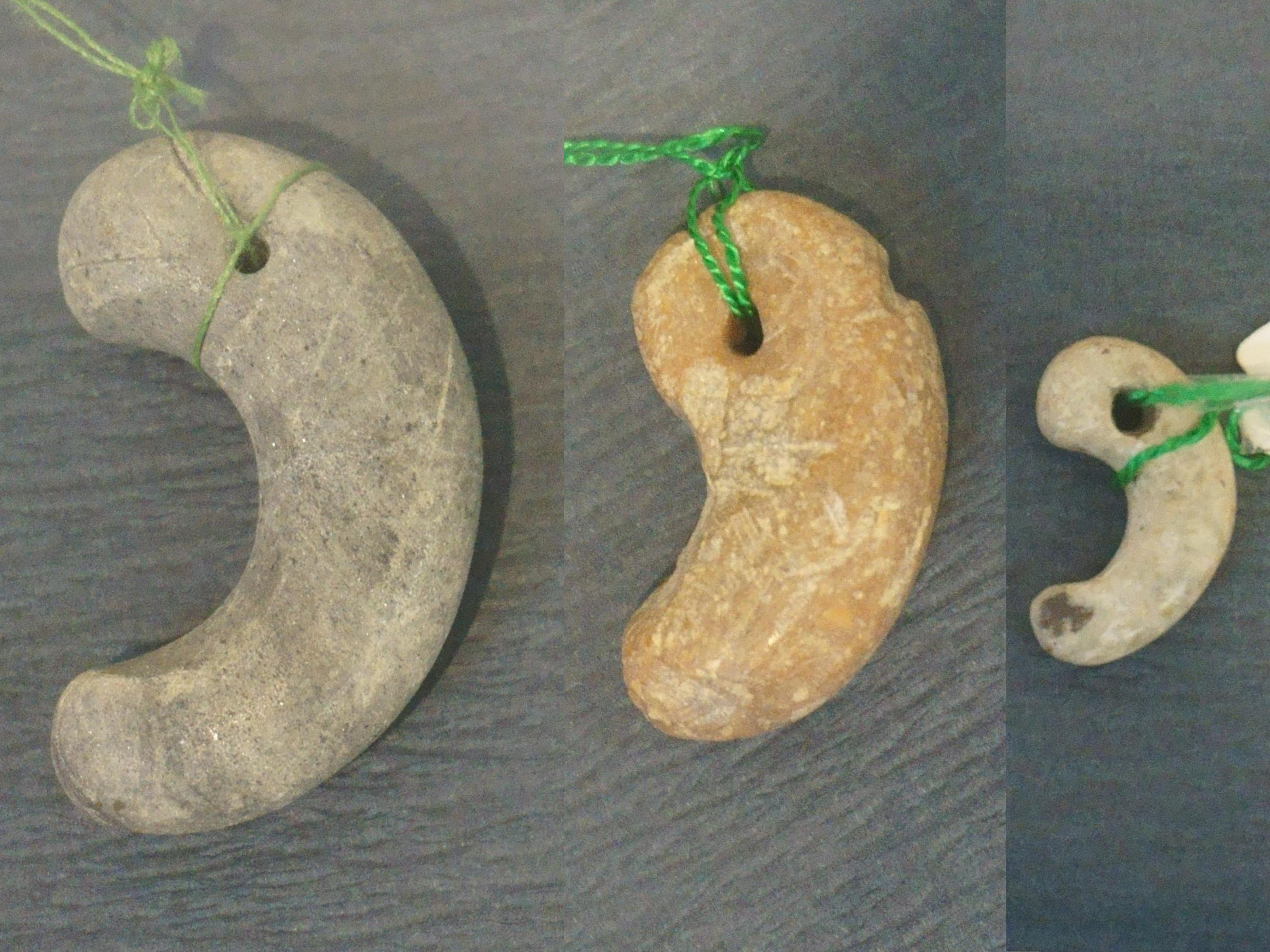
出土した勾玉。公園では勾玉づくりの体験教室が行われている。
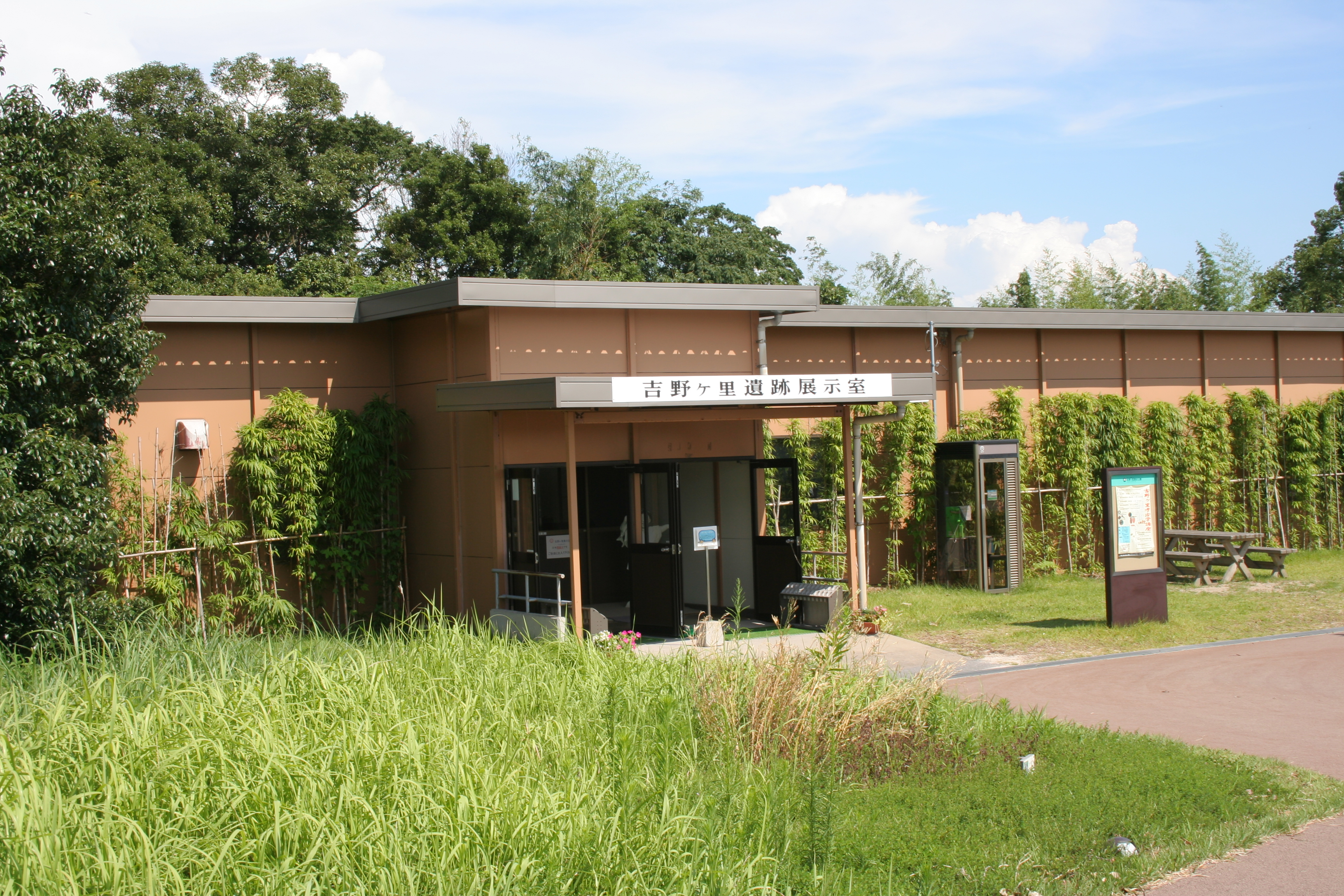
展示室

## 交通
- JR九州長崎本線吉野ケ里公園駅より東口（メインゲート）まで約700m
- JR九州長崎本線神埼駅より西口まで約600m
- 西鉄天神大牟田線西鉄久留米駅、JR鹿児島本線久留米駅、佐賀駅バスセンターより西鉄バス40番系統、田手停留所下車。
- 自動車にて福岡・大分方面からは、長崎自動車道東脊振ICにて国道385号を南下。東脊振ICより約5分。
- 自動車にて佐賀方面からは、国道34号または県道269号にて東へ。
- 自動車にて熊本方面からは、国道208号・国道385号を北上。

## 吉野ヶ里遺跡公園でロケが行われた作品
- run for money 逃走中（2011年1月16日。フジテレビ系列。地元ではサガテレビで放送）- 「弥生時代のとある国」という設定でゲームが行われた。
- まぼろしの邪馬台国
- 男はつらいよ　（シリーズ42作目）ぼくの伯父さん

## 日吉神社
吉野ヶ里遺跡の北墳丘墓の西側から東へ約150mの位置に日吉神社がある。この日吉神社はもとは吉野ヶ里遺跡の小高い丘陵上（吉野ヶ里丘陵地区I・IV・IX区の中心）に存在した。この丘陵上の神社敷地内では甕棺墓の石蓋とみられる板石や弥生土器片などの散布が確認されており、甕棺墓を中心とする遺構が多く埋蔵している可能性が高いとされ、本区域から東に約100m離れた位置にある墳丘墓（ST1001）との関係性なども指摘されていた。また、この神社敷地内を含めた一帯は「日吉城」と推定される山城跡でもある。
しかし、日吉神社が鎮座していたことから神社敷地内では発掘調査が全く行われず、神社敷地内は史跡指定地には含まれているものの、国営吉野ヶ里歴史公園区域には含まれていない状況だった。
2022年（令和4年）に北墳丘墓の西側から東へ約150mの位置に土地を造成して本殿と拝殿を建て、鳥居や鈴を引き継ぎ、2022年9月18日に移転新築工事の落成式が行われた。2023年5月29日、4月末にこの未発掘だった区域で邪馬台国時代のものとみられる石棺墓が新たに見つかったことを、佐賀県が会見を開き発表した。

## 周辺の歴史遺産・観光地・施設
- 東妙寺（吉野ヶ里町田手、東口すぐ南。）
- 石塔院（吉野ヶ里町田手、田手川西側で公園に隣接。）
- 九年庵、仁比山神社、仁比山地蔵院、水車の里（神埼市神埼町的）
- 宝珠寺のヒメシダレザクラ、日の隈山の桜並木、脊振山修学院（坂本修学院）の桜
- 櫛田宮、神埼宿・田手宿の町並み（長崎街道沿い）
- 姉川城跡（戦国時代の平城、国史跡、神埼市神埼町姉川上分）
- 霊仙寺跡・日本の茶葉栽培発祥の地記念碑（吉野ヶ里町松隈、脊振山麓）
- 道の駅吉野ヶ里（吉野ヶ里町松隈、国道385号沿い）

## イベント
- 吉野ヶ里夢ロマン軽トラ市（公園東口駐車場、毎月第1日曜日に開催）
- 花とみどりの市（公園臨時駐車場、春秋年2回）
- 吉野ヶ里マルシェ（北口ひろば、春）
- 吉野ヶ里ふるさと炎まつり（祭りの広場、10月）
- 吉野ヶ里ドッグフェスタ（市の広場、10月）